# Nasty Suicide
Nasty Suicide, pseudonimo di Jan–Markus Stenfors (Sipoo, 27 febbraio 1963), è un chitarrista finlandese, noto per essere stato membro degli Hanoi Rocks.
Nasty Suicide militò anche in altre numerose band come Cherry Bombz, Demolition 23, nel progetto solista di Michael Monroe, Johnny Thunders e Cheap and Nasty. Terminò la sua carriera di chitarrista alla fine degli anni novanta.
L'ultima apparizione come Nasty Suicide risale al 31 dicembre 2003, data in cui suonò alcuni pezzi con i neo-riuniti Hanoi Rocks al Caribia Club di Turku, sostituendo il defezionario Costello Hautamäki e alternandosi con Sir Lombard, noto per aver già partecipato a progetti solisti di Michael Monroe.
Nel 1998 si iscrisse all'Università di Helsinki, dove conseguì la laurea in farmacia nel 2004.

## Band in cui ha militato
- Cheap and Nasty
- Hanoi Rocks
- Demolition 23
- The Suicide Twins
- Cherry Bombz
- Michael Monroe
- Fallen Angels
- Johnny Thunders

## Discografia

### Con gli Hanoi Rocks

#### Album in studio
- 1981 - Bangkok Shocks, Saigon Shakes, Hanoi Rocks
- 1982 - Oriental Beat
- 1983 - Self Destruction Blues
- 1983 - Back to Mystery City
- 1984 - Two Steps from the Move

#### Live
- 1984 - All Those Wasted Years...Live at the Marquee !!
- 1985 - Rock & Roll Divorce
- 2003 - One Night Stand in Helsinki

#### Raccolte
- 1985 - The Best of Hanoi Rocks
- 1985 - True Live Rarities
- 1990 - Tracks from a Broken Dream
- 1992 - Lean on Me
- 2000 - Decadent Dangerous Delicious: The Best of Hanoi Rocks
- 2001 - Kill City Kills
- 2005 - Lightning Bar Blues: The Albums 1981-1984

### Con i Fallen Angels
- 1984 - Fallen Angels
- 1986 - In Loving Memory

### Con i Cherry Bombz
- 1986 - Hot Girls in Love
- 1986 - The House of Ectasy
- 1987 - Coming Down Slow

### Con i Cheap and Nasty
- 1988 - Beautiful Disaster
- 1994 - Cool Talk Injection

### Altri album
- 1985 - Johnny Thunders - Que Sera Sera
- 1986 - The Suicide Twins - Silver Missiles And Nightingales
- 1989 - Michael Monroe - Not Fakin' It